# پیرگیاه کالیفرنیا
پیرگیاه کالیفرنیا (نام علمی: Senecio californicus) نام یک گونه از سرده پیرگیاه است.